# Alexej Aleksejevitj Korotneff
Alexej Aleksejevitj Korotneff, född 1852 i Moskva, död 1914 i Odessa, var en rysk biolog, marinbiolog och taxonom i Kejsardömet Ryssland. Han var specialiserad på helmintologi, parasitologi och nässeldjur och har beskrivit och givit vetenskapliga namn åt flera arter och släkten, bland dem Archicotylus och Protocotylus (två släkten av plattmaskar i familjen Dendrocoelidae) samt Comephorus dybowskii (en fiskart på svenska kallad fettulk).